# Франк Сисин
Франк Едвард Сисин (англ. Frank Edward Sysyn; нар. 27 грудня 1946, Пассейк) — американський і канадський історик, організатор науки, фахівець з історії України.

## Біографія

### Походження
Народився в 1946 році в Пассейку, Нью-Джерсі в сім'ї емігрантів. Виріс у містечку Клифтон (Clifton) коло Пасейку, де є велика еміграція з Центрально-Східної Європи, з колишньої Австро-Угорщини.

#### Рід батька
Його дід по батьковій лінії - Михайло Сисин (?-1956) - у 1904 році тимчасово приїхав до США на заробітки із відомого бойківського села Мшанець (завдяки діяльності о. Михайла Зубрицького), де одружився. У подружжя народився син Іван (стрийко Франка Сисина). Молода сім'я повернулася до Мшанця, де при пологах другої дитини померла дружина Михайла. Перед Першою світовою війною він знову поїхав на заробітки до США, маючи намір купити фільварок. 
У 1920 році тимчасово поїхала до США майбутня бабця Франка - Марія Ярема, яка походила із с. Трушевичі коло Добромиля. Там вона познайомилася з вдівцем Михайлом Сисином, з яким одружилася у 1921 р.  У 1923 році у подружжя народився син Федір (батько Франка Сисина). 
Опісля подружжя організувало переїзд 16-літнього Івана Сисина (сина від першого шлюбу) із Мшанця до США. Саме стрийко Іван, що прожив 100 років, справив великий вплив на світогляд та наукові зацікавлення Франка Сисина. Саме завдяки бабці ще в дитячому віці в Ф. Сисина пробудився інтерес до вивчення історії. У 1920-х роках вони перейшли із греко-католицької до православної церкви.
Баба Марія Ярема-Сисин писала в крамниці листи для жінок (переважно угорщанок, які були неграмотні), вміла писати українською, польською і англійською, також знала російську, яку пам'ятала з часів Першої світової війни. Була активною та підприємливою, вміла заробляти. Мали власний бізнес: володіли великою хатою, де було 4-5 помешкань (у них провадили boarding houses - гуртожитки для самотніх робітників), крамницю ("склеп") та залю, в якій грали більярд і провадили школу. 

#### Рід матері
Мама Франка походила з ірландсько-голандського роду. 
Її дід зі сторони батька був емігрантом з Голландії, що приїхав до США у дволітньому віці у 1852 році. Його родина належала до консервативних кальвіністів, які після перемоги ліберальних кальвіністів в Голландії емігрували в США. 
Баба матері була напівсиротою ірландського роду (в ранньому дитинстві втратила матір). Фактично вона виховувалася у католицьких монахинь, що провадили шпиталь. Ідея одруження католички з кальвіністом у тому часі була абсолютно неприпустимою, однак через впертість баби Католицька церква все-таки дала шлюб. У подружжя народилося чотири доньки, яких виховали в католицькій церкві, однак батько-голландець зобов'язував їх читати і знати Біблію.
Батьки Франка Сисина познайомилися між собою перед Другою світовою війною. Одружилися після повернення Федора із служби в армії США (був в Англії та Франції), попри бажання його матері мати женити сина з лемкинею. Згодом мама Федора дуже полюбила свою невістку, яка жила разом з свекрами та навчилася готувати по-українськи. 

### Освіта
1964 році закінчив середню школу міста Кліфтон з відзнакою національного рівня та стипендією для продовження навчання в університеті. Школа мала російську мову (через те, що було багато слов'ян в околиці і українські карпато-роси та деякі лемки вважали, що вони росіяни). З іноземних мов обрав вивчати латину і російську.
1964—68 — студент Прінстонського університету, де була величезна програма совіцьких і російських студій. На той час в Прінстоні було багато російської еміграції (Nina Berberova, George Florovsky), з доповідями приїжджали Олександр Керенський і графиня Толстая. Як студент Woodrow Wilson School of Public and International Affairs, Франк Сисин писав дипломну роботу з російських студій. Спершу думав, що пізніше буде вивчати право, однак його більше зацікавили наукові дослідження.
Величезний вплив на молодого студента зробила дисидентська література з України, під яким він обрав темою бакалаврської праці із соціології формування української інтелігенції після Другої світової війни. У 1967 році отримав кошти на літні російської мови в Ленінграді, що було пов’язане з дослідженням для бакалаврської дисертації. Це був час відлиги, другий або третій рік, коли відрили ширші американо-російські контакти – групи студентів їхали до Ленінграду і до інших міст. Франк обрав групу, що їхала до Києва, Одеси і Баку. СРСР тоді ще не виробив політику, як приймати такі групи, хоча звичайні люди були готові спілкуватися з американцями.
З їхньою групою стався курйозний випадок, що багато свідчить про "совєцьку легальність": у перший день в Ленінграді Франк прийшов до бібліотеки ім. Салтикова-Щедріна і попросив виробити йому читацький квиток для користування послугами бібліотеки, надавши документ із Принстона. Наступного дня інші студенти теж пішли до бібліотеки, однак їм відмовили. Однак у Франка читацького квитка не забрали і він міг надалі замовляти книги та читати. 
Важливим для розуміння радянської дійсності був випадок з Франком сисином в Одесі. За 90 км від Одеси у Великомихайлівський район, в рамках акції Вісла-51 насильно переселили українців з Устрицького району Львівської області (Устрицький район та інші території СРСР передав Польщі). Там проживала сестра його діда. Франк мав її адресу і, нікого не попередивши, поїхав. У Львові немислимо було в той час куди-небудь безперешкодно проїхати 90 км, а ось в Одесі було досить вільно. Повернувшись до Одеси, протягом наступних 5-ти днів перебування спробував легально заїхати до родини ще раз, отримавши дозвіл. Однак, перші два дні йому обіцяли полагодити "завтра", а потім сказали, що в тій околиці епідемія чуми. 
У 1968 році здобув ступінь бакалавра (Фі Бета Каппа, magna cum laude) у Школі суспільний і міжнародних відносин ім. Вудро Вілсона при Принстонському університеті. Його дисертація завдяки отриманню нової інформації з України, налічувала 350 сторінок і виграла нагороду за найкращу працю.
Під час навчання Ф. Сисин виявляв непересічні здібності, був відзначений численними нагородами і преміями, отримав ряд престижних дослідницьких стипендій.
Згодом отримав стипендію Фулбрайта на поїздку до Англії та записався на магістерську програму Школі славістики (School of Slavonic Studies) Лондонського університету, вирішивши таким чином замість права йти на докторат з історії. Під впливом проф. Джона Кіпа (John L. H. Keep), спеціаліста з російської історії, та Piotr Skwarczyński, що зібрав велику бібліографію про Люблінську Унію, обрав теми про XVI-XVII століття. Однак, натрапивши і прочитавши працю Липинського, вирішив далі писати про шляхту. До того часу вже мав деякі зв'язки з українськими істориками, знав Зенона Когута від 1967 року. 
У 1969 році здобув ступінь маґістра.

### Організація студій в Гарвардському університеті (1969-1989)
Мав пропозиції вступати до аспірантури від Стенфордського, Гарвардського, Принстонського університетів. У вересні 1969 року обрав Гарвард, де за рік до цього була заснована українська катедра, однак отримав докторантську стипендію на факультеті історії. 
Через В'єтнамську війну у 1968 році було скасоване право американських аспірантів не йти до війська, тож, навчаючись на докторантурі, Франк вступив до Американської Національної Гвардії (American National Guard), що дало йому можливість уникнути служби у В'єтнамі.
У 1970-х роках долучився до заснування українських студій в Гарвардському університеті, де над цим вже працював професор Омелян Пріцак та Ігор Шевченко разом із Фондом українознавства. 
Активно займався збором коштів на проект заснування 3 катедр: української історії, мови й літератури при Гарвардському університеті, а також Українського наукового інституту Гарвардського університету. Фандрайзингова кампанія тривала з 1968 по 1973 роки, 15 тисяч людей збирали кошти на дві катедри та Інститут. Ця кампанія є унікальною в історії Гарвардського університету, жодна етнічна група не організовувала чогось подібного.
Під час перебування в Гарвардському університеті вчився в істориків із світовим ім'ям, зокрема в Мішеля Конфіно, Франкліна Форда, Едварда Кінана. 
Темою докторської дисертації обрав життєпис відомого політичного діяча XVII століття Адама Кисіля (на той час ніхто не писав біографій, це вважалося старомодним). У 1972 році подав заявку на IREX - радянсько-американську програму академічних обмінів, згідно з якою мав бути пів року в Польщі і пів року в СРСР. Уже в Польщі отримав повідомлення з СРСР про те, що разом із ще одним докторантом естонського роду є викресленим зі списку (згодом Сергій Жук знайшов документ IREX-списку, де коло прізвища Сисина було написано "український буржуазний націоналіст").
Рік працював у Польщі. Спричинився до переосмислення польськими професорами польсько-українських відносин. По поверненні до Гарварду захистив докторську дисертацію.
У 1970-х рр. був координатором семінару з україністики в Гарвардському Університеті, співредактором журналу “Рецензія” та заступником редактора журналу “Harvard Ukrainian Studies“. Активний учасник розбудови низки академічних осередків українознавства за межами України, в т.ч. Програми українських студій при Інституті Гаррімана Колумбійського Університету та Українського вільного університету в Мюнхені. 
У 1976-1985 рр. як професор-асистент (assistant professor, associate professor) викладав історію польсько-Литовської Речі Посполитої в Гарварді, а також додав такі теми як Central Europe, Revolutions and Uprising in Eastern Europe, Ukrainian history та інші (про Центрально-Східну Європу тоді ніхто інший не викладав). Хоча був лише молодшим викладачем, однак читав по 10-12 курсів про Центрально-Східну Європу.
З 1976 року був координатором наукових семінарів, які проводилися Гарвардським українським науковим інститутом і учасником всіх головних наукових проектів інституту. В цей період Ф. Сисин відіграв значну роль в організації досліджень Голодомору, попри загрозу від української делегації в ООН в 1981 році.
З 1985 по 1988 був заступником директора Гарвардського українського наукового інституту та керував українською програмою в Гарвардській літній школі, а також став заступником редактора журналу «Harvard Ukrainian Studies» (виходив з 1977 року), що став символом наукової якості.
Організував також проект до тисячоліття хрещення Русі.

### СРСР (1980)
У 1980 році знову спробував поїхати до СРСР через IREX. СРСР боявся, що через війну в Афганістані США скасують цю програму, тому прийняли Франка. Приїхав до Москви з Італії, де мав стипендію для роботи в архівах Ватикану. Однак в Москві йому не дали права доступу до жодного архіву чи відділу рукописів. Тоді він поїхав до Києва, його прийняли на катедрі історії України КНУ, в Академії Наук. На американський День Подяки поїхав знову до Москви, куди приїхала делегація IREXа і наполіг, щоб йому надали доступ до рукописів. Тоді йому надали дозвіл 5 днів попрацювати у відділі рукописів Бібліотеки ім. Вернадського у Києві, де попрацював з рукописом Софоновича. 
Опісля його вислали до Львова, де зміг працювати в Науковій бібліотеці ім. Стефаника, однак суворо заборонено появлятися у Львівському університеті.

### Німеччина (1989)
Наприкінці 1980-х поїхав на рік до Німеччини по стипендії Гумбольдта. Був у Гьотінгені, коли східні німці знищили стіну. Був також у Берліні, коли "відбулася та велика подія з Райхстагом".
Отримав декілька пропозицій від університетів, зокрема від Університету Альберти стати директором Центру дослідження історії України ім. Петра Яцика, а також від Університету Берклі - стати executive director. Під впливом батька обрав Канаду.

### Канадський період діяльності (з 1989)
1989 року прибув до Канади, де посів посаду директора Центру досліджень історії України ім. Петра Яцика при КІУС, Альбертський університет. Два роки виконував обов'язки директора Інституту, потім цю посаду перебрав Зенон Когут.
Чи не найбільша заслуга Сисина в популяризації наукових здобутків українських істориків — організація й видання перекладу праць Михайла Грушевського англійською мовою. Він був головним редактором  Проекту англомовного перекладу 10-томної «Історії України-Руси» Михайла Грушевського. Англомовний переклад був особистою волею покійного п. Петра Яцика, який надав кошти на цей проект.
Також опікувався всіма подіями і різними програмами КІУСу. Завдяки коштам української громади змогли розширити свою діяльність. Мали фонд панства Стельмахів, умовою якого було передати ці кошти до Львівського університету, коли Україна буде вільною. Призначили ці кошти для Інституту історичних досліджень, уклавши відповідну угоду з тогочасним ректором Вакарчуком.
Разом з канадською українською громадою допомагали становленню Українського Католицького Університету, зокрема п. Надія Яцик, президентка Фонду Петра Яцика, надала кошти для Програми дослідження сучасної історії України, якою керує проф. Ярослав Грицак і з якої фінансується проект "Україна Модерна".
У 1991 (або 1992) уклав домовленість з проф. Анджеєм Поппе, що Варшавський Університет прийме на місяць-два понад 20 українських істориків, за яких оплатять КІУС.
Ініціатор і укладач повного видання творів відомого бойківського етнографа та історика, дійсного члена НТШ, багатолітнього пароха Мшанця о. Михайла Зубрицького (видано 3 томи наукових праць).
Франк Сисин є також головою відділу КІУС при Торонтському університеті. 
Наукові зацікавлення Франка Сисина охоплюють історію України XVIIст., зокрема ранньомодерну історіографію України і період Хмельниччини, історію православної Церкви в Україні, проблеми формування національної ідентичності та націєтворення в українців, історію Голодомору.
Він також читає курси з історії у Стенфордському та Колумбійському університетах.

## Вибрані праці
- «The Social Causes of the Khmel'nyts'kyi Uprising» in Samuel Baron and Nancy Shields Kollmann, eds., Religion and Culture in Early Modern Russia and Ukraine (DeKalb: Northern Illinois Press, 1997), pp. 52–70
- «The Ukrainian Famine of 1932-33: The Role of Ukrainian Diaspora in Research and Public Discussion», in Problems of Genocide: Proceedings of the International Conference on «Problems of Genocide» (April 21-23, 1995, National Academy of Sciences, Yerevan, Republic of Armenia) (Cambridge, MA; Toronto: Zoryan Institute, 1997), pp. 74–117
- Документи російських архівів з історії України, т. 1, Документи до історії Запорозького козацтва 1613—1620 (Львів, 1998)
- «Чи було повстання Богдана Хмельницького революцією? Зауваги до типології Хмельниччини» в Богдан Якимович (гол. ред.) Prosphema Miscellnaea & Philologica Iaroslava Isaievych Dedicata (Львів, 1998) — збірник пам'яті професора Ісаєвича.
- «The Union of Brest and the Question of National Identity» in Hans-Joachim Torke, ed., 400 Jahre Kirchenunion von Brest (1596—1996) (Berlin, 1998)
- «Grappling with the Hero: Hrushevs'kyi Confronts Khmel'nyts'kyi», Harvard Ukrainian Studies, vol. 22 (1998), pp. 589–609. Published simultaneously in Cultures and Nations of Central and Eastern Europe: Essays in Honor of Roman Szporluk, ed. Zvi Gitelman et al. (Cambridge, MA., 2000)
- «The Changing Image of the Hetman», Jahrbuecher fuer Geschichte Osteuropas, vol. 46, no. 4 (1998), pp. 531–45
- «Introduction to Mykhailo Hrushevsky's History of Ukraine-Rus'» in Thomas Sanders, ed., History of Imperial Russia: The Profession and Writing of History in a Multinational State (Armonk, N.Y.; London, 1999)
- «The Ukrainian Famine of 1932-3: The Role of the Ukrainian Diaspora in Research and Public Discussion» in Levron Chorbajian and George Shirinian, eds., Studies in Comparative Genocide (New York; London, 1999)
- «Bohdan Chmel'nyc'kyj's Image in Ukrainian Historiography since Independence», ÷sterreichische Osthefte, vol. 42, no. 3-4 (2000)
- Mykhailo Hrushevsky: Historian and National Awakener (Saskatoon: Heritage Press, 2001)
- «Recovering the Ancient and Recent Past: The Shaping of Memory and Identity in Early Modern Ukraine», Eighteenth-Century Studies, vol. 35, no. 1 (2001), pp. 77–84
- «The Image of Russia in Early Eighteenth-Century Ukraine: Hryhorii Hrabianka's Diistvie» in Robert O. Crummey, Holm Sundhaussen, and Ricarda Vulpius, eds., Russische und ukrainische Geschichte, vol. 16-18 Jahrhundert (Wiesbaden: Harrassowitz Verlag, 2001), pp. 243–50
- «Between Poland and the Ukraine: The Dilemma of Adam Kysil, 1600—1653».— Cambridge, 1986.— 175 p. (англ.)
- The Ukrainian Populist Clergy and the Habsburgs: The Conflicted Vision of Father Mykhailo Zubryts'kyi // Od Kijowa do Rzymu. Z dziejów stosunków ze Stolicą Apostolską i Ukrainą, pod redakcją M. R. Drozdowskiego, W. Walczaka, K. Wiszowatej-Walczak, Białystok 2012, ss. 901—912.
- Отець Михайло Зубрицький: Нестор українського села // Михайло Зубрицький зібрання творів в трьох томах. Т. 1. Львів, Літопис, 2014 — с. 15-41.

### Статті в«Критиці»
- Лист 2010/7-8 (153—154)
- Похвальне слово Ігореві Шевченку 2010/1-2 (147—148)
- Клопоти з нацією (Лист) 2005/3 (89)
- Конструювання і реконструювання націй 2005/1-2 (87-88)
- (Не)сподівані українці 2002/5 (55)
- Конґресове життя на межі століть 2001/7-8 (45-46)
- Кореґування політичної коректності 1999/10 (24)
- Вправи з політичної коректності 1999/9 (23)
- Мінливий образ гетьмана 1998/2 (14)
- Тінь голодомору 1998/10 (12)
- Переважна меншість 1998/5 (7)

## Нагороди
- Woodrow Wilson School Senior Thesis Prize (1968)
- Fulbright Award (1968)